# Károly Kerényi
Károly Kerényi (även Karl Kerényi), född 1897, död 1973, var en ungersk religionshistoriker och klassisk filolog.
Kerényi blev professor 1936, och var från 1943 professor vid C.G. Junginstitutet i Schweiz. Han är känd för sin myttolkning och för sina arbeten om grekisk och romersk religion och mytologi, Werke in Einzelausgaben (fem band, 1966 ff.). I svensk översättning föreligger Grekiska gudar och myter (1955), Grekiska hjältesagor (1960) och Grekernas och romarnas religion (1962).